# Maciej Krzykowski

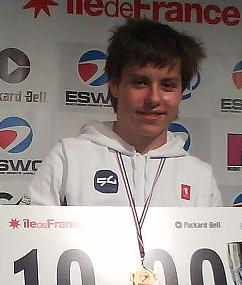
Maciej Krzykowski 2008.

Maciej Krzykowski, född 1 april 1991, alias av3k, är en aktiv professionell datorspelare inom First person shooter-serien Quake. Han är född och bosatt i staden Ostróda i Ermland-Masuriens vojvodskap, Polen.
Krzykowski är för närvarande kontrakterad av den holländska klanen Serious Gaming., likaså en av hans största rivaler Aleksej Janusjevskij. Han har varit aktiv vid internationella Quaketävlingar sedan 5 mars 2005.
I juli 2007 blev han den yngsta Quakespelaren i historien att ta hem segern i det årliga mästerskapet Electronic Sports World Cup i Paris för professionella gamers. Han har vunnit tre professionella tävlingar i Quakeserien vid Dreamhack i Jönköping mellan åren 2008-10. Maciej Krzykowski är för närvarande[när?] Electronic Sports World Cup vice mästare.